# Domingo del Barrio Batz
Domingo del Barrio Batz (ur. 26 stycznia 1951 w Ilom, departament Quiché, zm. 18 stycznia 1980 w Xeixojbitz, departament Quiché) – gwatemalski męczennik, ofiara wojny domowej w Gwatemali, błogosławiony Kościoła katolickiego. 

## Życiorys
Urodził się w 1951 roku w Ilom. Należał do Akcji Katolickiej. Był zakrystianiem w parafii Chajul. Żył w związku małżeńskim. 4 czerwca 1980 roku w czasie wojny domowej w Gwatemali on i ksiądz José María Gran Cirera zostali aresztowany i zastrzeleni przez szwadrony śmierci. 23 stycznia 2020 papież Franciszek podpisał dekret o męczeństwie jego i 9 towarzyszy, co otworzyło drogę do ich beatyfikacji, która odbyła się 23 kwietnia 2021 roku.